# Курбанова Олена Сергіївна
Курбанова Олена Сергіївна (нар. 27 серпня 1989, Київ)  — українська телеведуча, журналістка та блогерка.

## Ранні роки та освіта
Народилась в родині видатного хокейного діяча Коваля Сергія Анатолійовича.
Закінчила київську загальноосвітню школу № 78 у.
У 2006 році вступила до Інституту журналістики КНУ ім. Шевченка.
У 2012 здобула диплом магістра соціальних комунікацій із відзнакою.
Із іноземних мов володіє англійською, французькою і російською.

## Кар'єра
Починала з роботи парламентського кореспондента, ведучої рубрик і аж до авторської програми «Запорєбрік News», програми «Час Пік» та «Прямого ефіру».
- 2012 року працювала журналістом на телеканалі ICTV
- 2014 року працювала журналістом на телеканалі СТБ
- 2014 року працювала в програмі «Ранок з Україною» на телеканалі «Україна»
- 2017 року з моменту відкриття почала працювати парламентським кореспондентом каналу «Прямий»

Після початку повномасштабного вторгнення РФ до України створила YouTube-проєкт «Курбанова Live».

### Курбанова Live
Канал спеціалізується на протидії російській дезінформації та антипропаганді. Підтримує українських військових, ветеранів. В ефір були наступні гості:
- Святосла́в Палама́р (Друг Калина) — військовослужбовець, який включався в ефір з окупованого Маріуполя, перебуваючи на Азовсталі;
- Ю́лія Паєвська (Тайра) — українська військовослужбовиця, парамедик, волонтер та доброволець;
- Максим Жорін — заступник командира 3-ї ОШБр;
- Юрій Бутусов — журналіст;
- Сергій Кривонос — генерал армії;
- Марк Фейгін — правозахисник;
- Максим Покровський — композитор, музикант.
- Дмитро Гордон — український журналіст, телеведучий
- Ігор Яковенко — російський журналіст, політик, громадський діяч, вчений
- Михайло Шейтельман — ізраїльський політтехнолог, публіцист, письменник, блогер
- Раміз Юнус — американський політичний експерт азербайджанського походження

## Нагороди
- 2018 — Указом Президента України за № 159 нагороджена орденом княгині Ольги III ступеня[1].